# Azul
O azul é uma das três cores-luz primárias (ciano), e uma cor-pigmento primária. Seu comprimento de onda é da ordem de 455 a 492 nanômetros do espectro de cores visíveis.
O azul costuma estar associado à frieza, depressão, monotonia. Por isso mesmo, também à paz, à ordem, à harmonia. Entre os matizes, é o menos expansivo e forte aos olhos, sendo a cor mais fria. Sinônimos: cerúleo, celeste, azulado, safira. Também há relação à estimulação da criatividade e tranquilidade. É a cor favorita de 45% das pessoas do mundo, possuindo 111 tons diferentes nomeados. Principais tonalidades de azul: azul-bebê, azul-celeste, azul-cobalto, azul-marinho, azul-turquesa.

## A cor na natureza

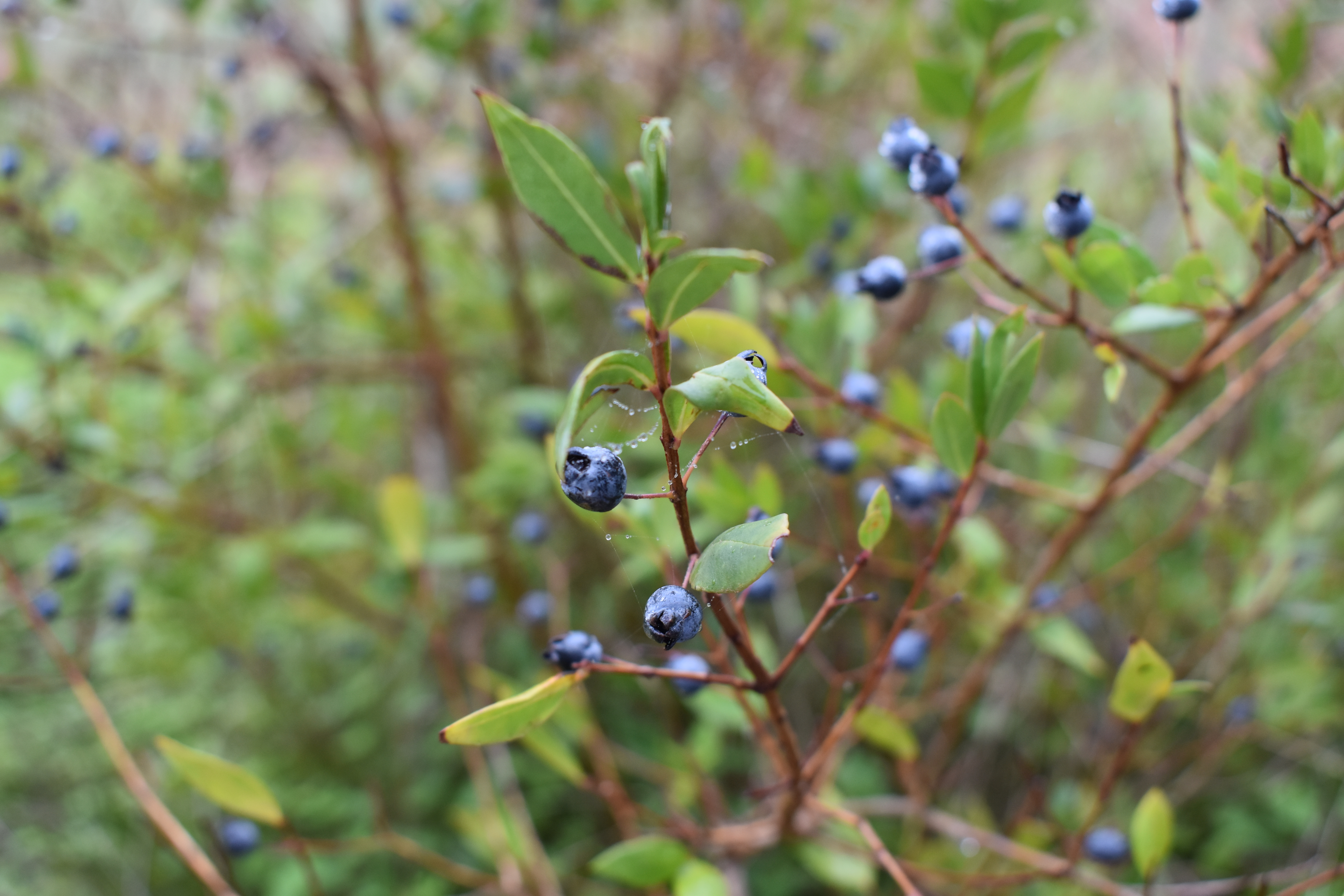
Galho de Mirtilo

O Mirtilo (conhecido em inglês como blueberry) é um fruto raro no Brasil, muito comum no Oeste Europeu, principalmente na Península Ibérica e no sul da França.

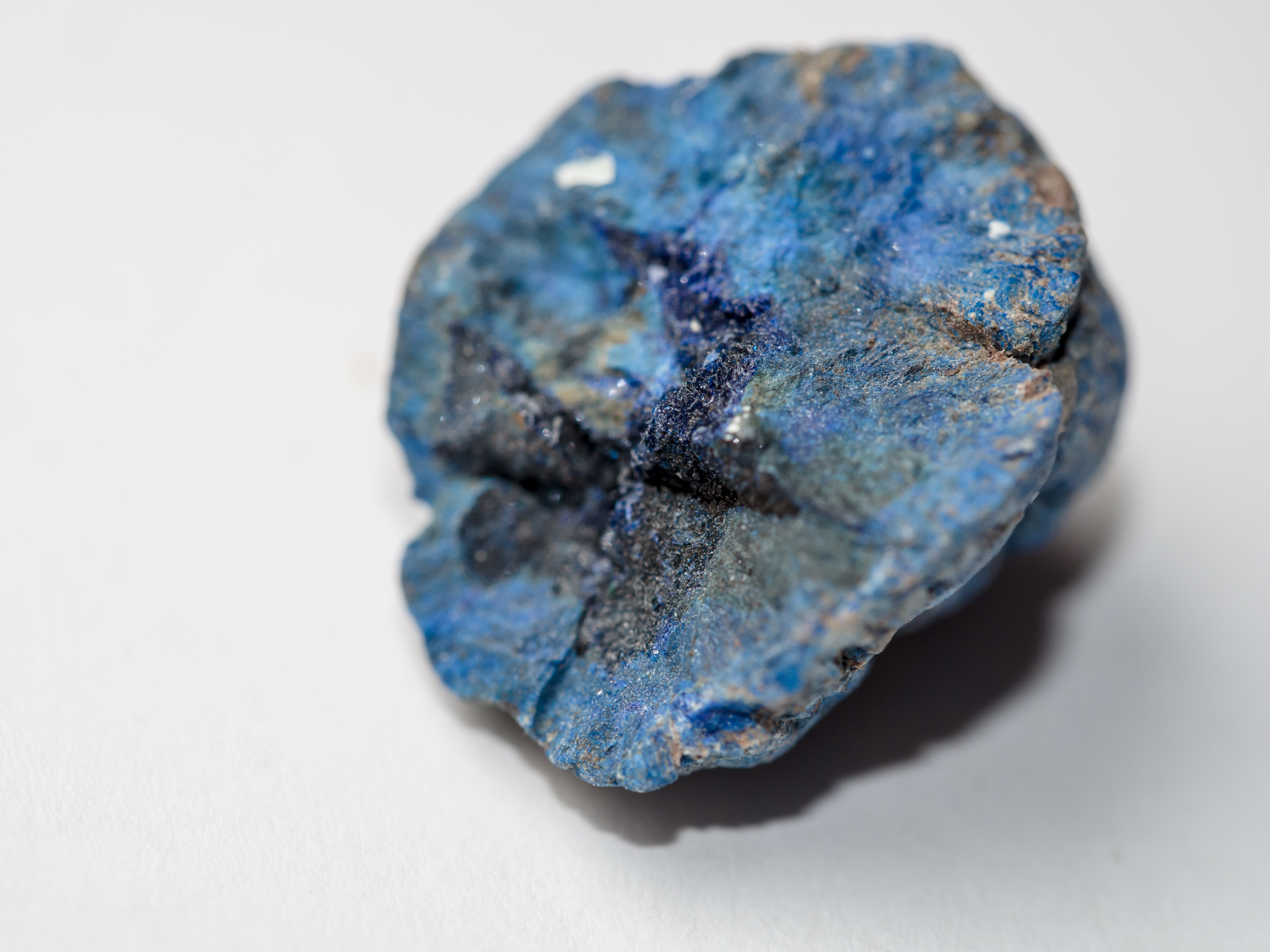
Pedaço de Lápis-lazúli bruto

O Lápis-lazúli é uma pedra preciosa encontrada em países como Índia, Afeganistão e Butão, para fazer jóias e colares preciosos.

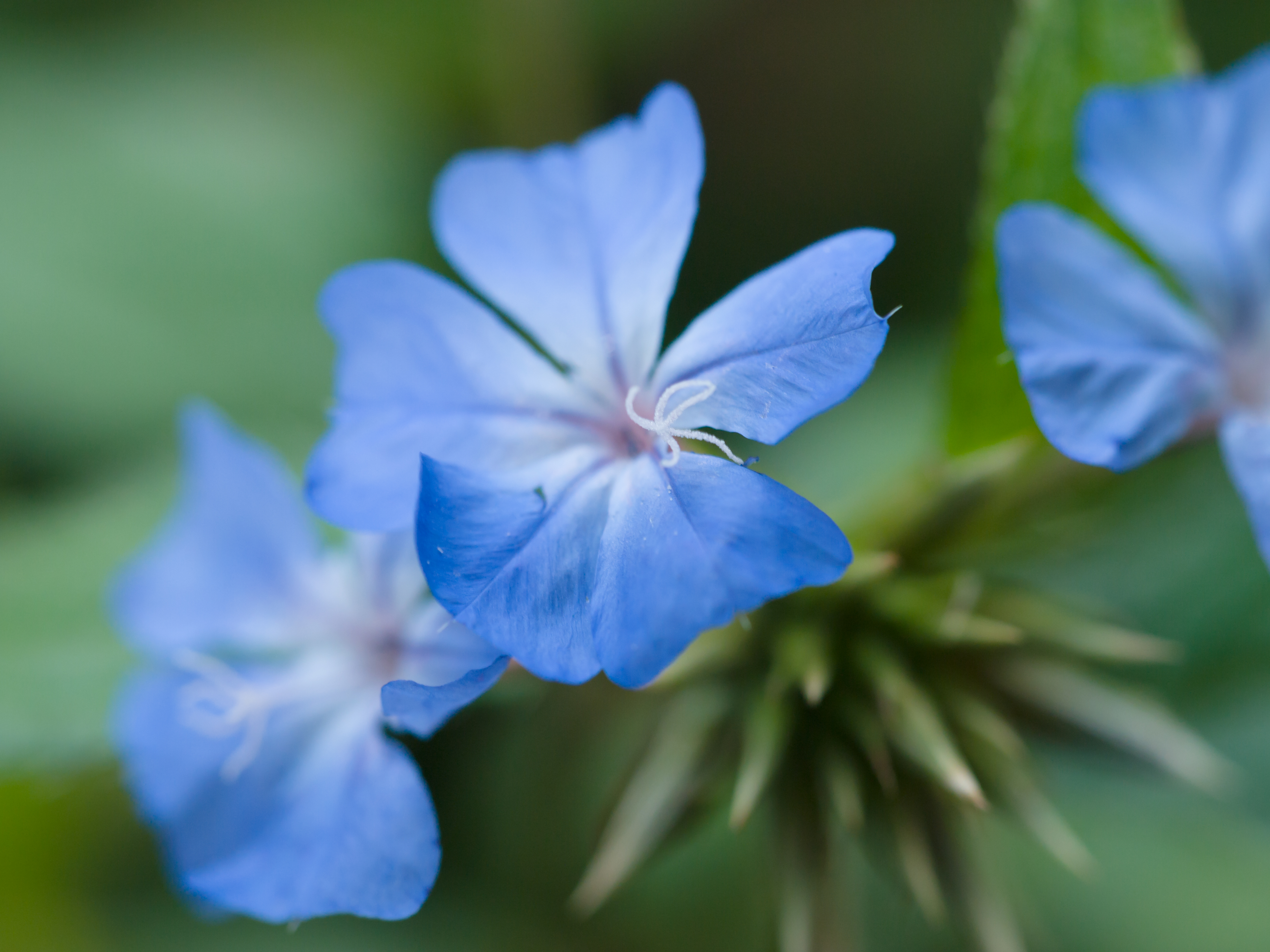
Pequena flor azul

## História

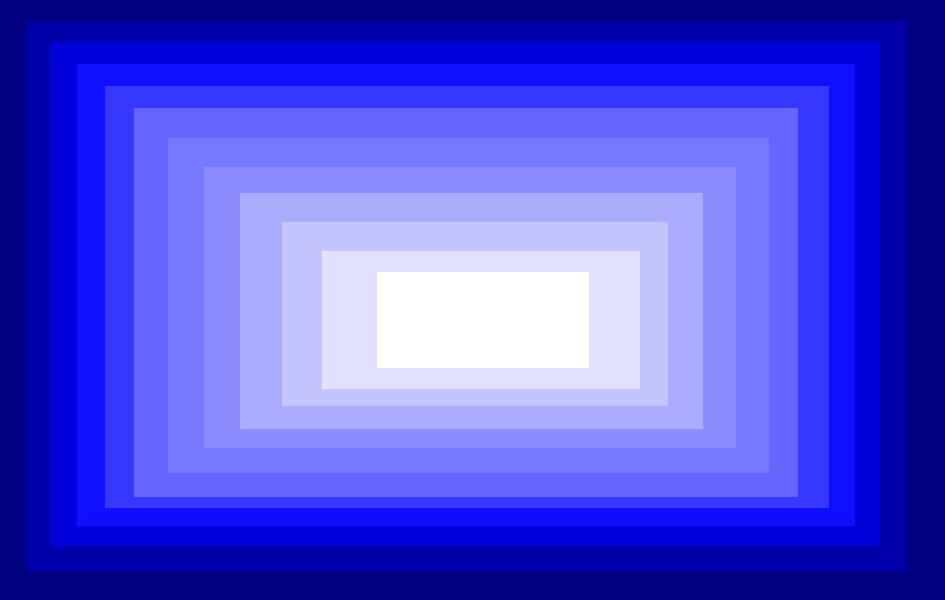
Evolução das cores do azul-escuro ao branco

A produção de pigmentos artificiais de azul tem sido um desafio constante na história da humanidade. Muito provavelmente, pela dificuldade de encontrá-lo, o azul foi em momentos diversos considerado uma cor destinada a temas nobres. Vermelho, preto e branco dominaram quase todas as representações artísticas até o início da Idade Média devido à facilidade com que as tintas podiam ser fabricadas, em comparação com a dificuldade de obter pigmento azul. É certo, no entanto, que os egípcios conheciam um pigmento dessa cor há mais de 5 mil anos, mas ele era misturado ao pigmento de uma pedra semipreciosa, o lápis-lazúli. Foi a dificuldade para chegar ao tom que fez com que os romanos durante a Antiguidade o associassem aos bárbaros, porque estes usavam uma planta europeia conhecida como Pastel ou Ísatis Tinctoria para tingir suas roupas de azul - até então ter roupas tingidas de azul era sinônimo de barbárie.
No começo da Idade Média, o vermelho era a cor da nobreza, enquanto o azul era dos servos. Os tecidos eram tingidos de azul com o pigmento extraído de uma planta chamada Ísatis, ou pastel-de-tintureiro. Para conseguir a tinta, era necessário deixar a planta fermentando em urina humana. Com o tempo, perceberam que o álcool acelerava o processo - por isso, tintureiros ingeriam bebidas alcoólicas com a desculpa de que a urina já sairia rica em álcool. A expressão em alemão blau werden, literalmente traduzida como "ficar azul", significa na Alemanha "ficar bêbado".
No século VI, a técnica para obtenção do pigmento chamado azul-ultramar, feita com o lápis-lazúli, ganhou a Europa - a pedra, no entanto, chegou a custar mais que o ouro. A descoberta do caminho marítimo para as Índias, no fim do século XV, levou para a Europa o pigmento conhecido como índigo indiano, obtido com uma planta oriental. A utilização foi proibida – uma tentativa de preservar o tom produzido na região com a ísatis – e dava até pena de morte.
O pigmento azul-da-prússia foi descoberto na Alemanha, numa experiência sobre oxidação do ferro em 1704. Custava um décimo do preço da tinta feita a partir do lápis-lazúli e fez sucesso entre os pintores da época. De lá para cá, a indústria química evoluiu e possibilitou a obtenção de centenas de pigmentos mais baratos. Isso foi um fator crucial para o surgimento no século XIX, do impressionismo de artistas como Monet, que davam grande valor à cor. Mas, como muitos pigmentos desse período não possuíam uma boa resistência, vários quadros da época sofreram uma prematura descoloração.
Ou seja, a percepção da cor é um fenômeno complexo que transcende a mera física da luz e pigmentação, sendo profundamente influenciada por fatores culturais, históricos e sociais. A história da cor não é apenas uma narrativa sobre sua evolução técnica, mas também sobre sua interpretação e significado ao longo do tempo e em diferentes sociedades.
O entendimento contemporâneo da cor é moldado por séculos de desenvolvimentos históricos, desde a concepção da cor como uma propriedade inerente dos objetos até a compreensão moderna de sua natureza socialmente construída. No entanto, é importante reconhecer que concepções e significados atribuídos às cores variam significativamente de acordo com o contexto cultural e histórico.
Por exemplo, a percepção de cores como preto e branco como entidades separadas das demais cores é uma ideia que evoluiu ao longo do tempo, assim como a compreensão das cores primárias e secundárias. Além disso, o significado simbólico atribuído às cores pode mudar drasticamente entre diferentes culturas e períodos históricos.

## Nome
Em português, a palavra «azul» tem origem na palavra árabe «lāzuward», que por sua vez tem origem no persa «lâjvard», o nome do lápis-lazúli.